# Długo i szczęśliwie?!
Długo i szczęśliwie?! (jap. はぴまり〜Happy Marriage!?〜 Hapi Mari: Happy Marriage!?) – manga autorstwa Maki Enjōji, publikowana na łamach magazynu „Petit Comic” wydawnictwa Shōgakukan od stycznia 2009 do czerwca 2012. Na jej podstawie powstała TV drama emitowana od czerwca do sierpnia 2016.
W Polsce manga ukazała się nakładem wydawnictwa Studio JG.

## Fabuła
Chiwa Takanashi jest 23-letnią pracownicą biurową, która w całym swoim życiu nigdy nie miała czasu ani okazji, by mieć chłopaka. W celu spłacenia długów swojego ojca, zgadza się ona na zaaranżowane małżeństwo z prezesem firmy, Hokuto Mamiyą, który jest dla niej zupełnie obcy. Chiwa uważa, że układ ten nie jest wiążący, ale jej nowy partner zdaje się myśleć inaczej. Komedia opowiada o dwójce obcych sobie ludzi mieszkających razem i ich drodze do zbudowania szczęśliwego małżeństwa.

## Manga
Seria była publikowana od 8 stycznia 2009 do 8 czerwca 2012 w magazynie „Petit Comic”. Została zebrana w 10 tankōbonach, wydanych między 10 czerwca 2009 a 10 września 2012 nakładem wydawnictwa Shōgakukan.
W Polsce prawa do dystrybucji mangi nabyło Studio JG.
| Nr | Język japoński      | Język japoński         | Język polski     | Język polski           |
| Nr | Data wydania        | ISBN                   | Data wydania     | ISBN                   |
| -- | ------------------- | ---------------------- | ---------------- | ---------------------- |
| 1  | 10 czerwca 2009     | ISBN 978-4-09-132470-2 | 8 listopada 2021 | ISBN 978-83-8001-815-0 |
| 2  | 9 października 2009 | ISBN 978-4-09-132838-0 | 3 marca 2022     | ISBN 978-83-8001-890-7 |
| 3  | 10 lutego 2010      | ISBN 978-4-09-132894-6 | 30 maja 2022     | ISBN 978-83-8001-925-6 |
| 4  | 10 sierpnia 2010    | ISBN 978-4-09-133303-2 | 17 sierpnia 2022 | ISBN 978-83-8001-993-5 |
| 5  | 7 stycznia 2011     | ISBN 978-4-09-133415-2 | 5 listopada 2022 | ISBN 978-83-8257-013-7 |
| 6  | 8 kwietnia 2011     | ISBN 978-4-09-133745-0 | 6 marca 2023     | ISBN 978-83-8257-103-5 |
| 7  | 10 sierpnia 2011    | ISBN 978-4-09-134004-7 | 30 czerwca 2023  | ISBN 978-83-8257-162-2 |
| 8  | 9 grudnia 2011      | ISBN 978-4-09-134186-0 | 11 września 2023 | ISBN 978-83-8257-222-3 |
| 9  | 10 kwietnia 2012    | ISBN 978-4-09-134394-9 | 22 grudnia 2023  | ISBN 978-83-8257-307-7 |
| 10 | 10 września 2012    | ISBN 978-4-09-134612-4 | 22 grudnia 2023  | ISBN 978-83-8257-357-2 |

## TV drama
Japońska TV drama na podstawie mangi była emitowana od 22 czerwca do 31 sierpnia 2016.

### Obsada
Opracowano na podstawie źródła.
- Nana Seino – Chiwa Takanashi
- Dean Fujioka – Hokuto Mamiya
- Aya Enjōji – Saori Mamiya
- Takehiko Ono – Rinzō Mamiya
- Yoshimasa Kondō  – Satoru Mamiya
- Ginnojō Yamazaki – Seiji Mamiya
- Machiko Washio – Reiko
- Norika Fujiwara – Taeko Sōma
- Jin Shirasu – Yū Yagami
- Mariko Shinoda – Misaki Shitara
- Yōichi Nukumizu – Yūji Takanashi